# سودا اسپرینگز (شهرستان نوادا، کالیفرنیا)
سودا اسپرینگز (به انگلیسی: Soda Springs) یک منطقهٔ مسکونی در ایالات متحده آمریکا است که در شهرستان نوادا، کالیفرنیا واقع شده‌است. سودا اسپرینگز ۰٫۸۷۹ کیلومتر مربع مساحت و ۸۱ نفر جمعیت دارد و ۲٬۰۶۲٫۹۱ متر بالاتر از سطح دریا واقع شده‌است.